# Horaga triumphalis
Horaga triumphalis är en fjärilsart som beskrevs av Siuiti Murayama och Shibatani 1948. Horaga triumphalis ingår i släktet Horaga och familjen juvelvingar. Inga underarter finns listade i Catalogue of Life.